# Tommaltach mac Indrechtaig
Tommaltach mac Indrechtaig (mort en 790)  est le 26e roi Dál nAraidi en Ulaid (actuel Ulster) et peut-être roi d'Uliad. Il est le fils de Indrechtach mac Lethlobair (mort en 741), un précédent roi de Dál nAraidi. Il règne de 776 à 790 et brièvement comme Ard ri d'Ulaid de 789 à 790. C'est un descendant de la lignée royale de  Dál nAraidi connue sous le nom de Uí Chóelbad dont le centre du pouvoir était à Mag Line, à l'est de la cité d'Antrim dans le moderne comté d'Antrim..

## Biographie
Tommaltach s'empare du trône de Dál nAraidi en 776 avec l'appui de Eochaid mac Fiachnai du Dal Fiatach, fils du souverain régnant d'Ulaid. Ils sont victorieux lors de la bataille de Drong. Il remporte ce succès sur le roi en place Cináed Ciarrge mac Cathussaig et son allié, Dúngal roi des Uí Tuirtri un des sous royaumes constitutifs du royaume d'Airgíalla établi à l'est du Lough Neagh, qui sont tués. En 783 Tommaltach doit défendre ses positions et est vainqueur de ses ennemis de l'intérieur lors de la bataille de Duma Achad, Dunaughey, dans l'actuel comté d'Antrim.
Après la mort du roi d'Ulaid  Fiachnae mac Áedo Róin en 789, le Dal Fiatach s’enfonce dans une guerre civile doublé d'une faide
Tommaltach met a profit cette situation pour devenir à son tour roi d'Ulaid. Cependant, Tommaltach meurt
l'année suivante. En cette même année 790, un massacre des hommes du Dal Fiatach par ceux du Dál nAraidi est mentionné. Il est relevé après l'entrée de sa mort dans la même année mais les événements ne sont pas
nécessairement reportés dans l’ordre chronologique dans les chroniques d'Irlande. Bien que reconnu comme roi d'Ulaid dans les listes royales du Livre de  Leinster, il est seulement reconnu comme roi de Dál nAraidi lors de sa mort par les Annales d'Ulster.
Son petit-fils Lethlobar mac Loingsig (mort en 873) sera également roi d'Ulaid.

## Sources
- Annales d'Ulster sur  sur University College Cork
- Annales de Tigernach sur  sur University College Cork
- Annales fragmentaires d'Irlande sur CELT: Corpus of Electronic Texts sur University College Cork
- (en) Byrne, Francis John (2001), Irish Kings and High-Kings, Dublin: Four Courts Press,  (ISBN 978-1-85182-196-9)
- (en) Charles-Edwards, T. M. (2000), Early Christian Ireland, Cambridge: Cambridge University Press,  (ISBN 0-521-36395-0)
- (en) Mac Niocaill, Gearoid (1972), Ireland before the Vikings, Dublin: Gill and Macmillan
- (en) Dáibhí Ó Cróinín (2005), A New History of Ireland, Volume One, Oxford: Oxford University Press